# Communauté pour la démocratie et les droits des nations

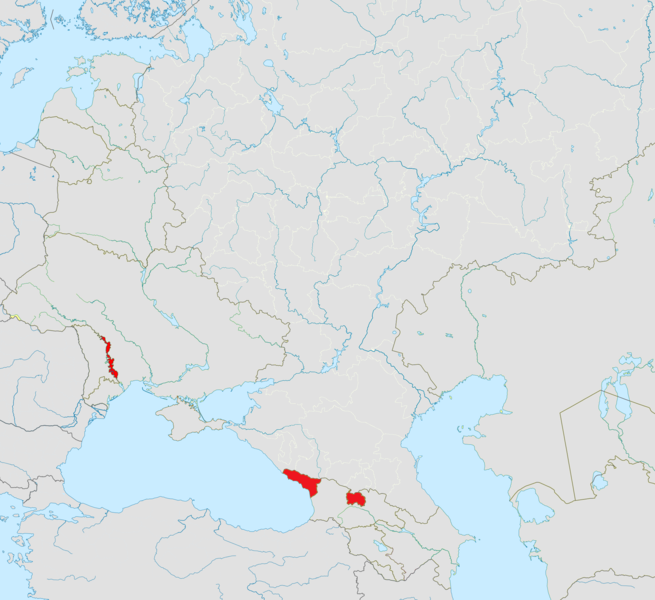
Les membres de la Communauté pour la démocratie et les droits des nations, de gauche à droite: Transnistrie, Abkhazie, Ossétie du Sud.

La Communauté pour la démocratie et les droits des nations (en russe : Сообщество за демократию и права народов), communément connue sous le nom de Commonwealth des États non reconnus et plus rarement en tant que CIS-2 (Содружество непризнанных государств, СНГ-2), est une organisation internationale regroupant plusieurs États de facto (dits « autoproclamés »), dont la particularité est d'avoir une reconnaissance limitée de la part de la communauté internationale.

## Histoire
L'accord sur sa création a été atteint en 2001 lors de la réunion des ministres des Affaires étrangères qui s'est tenue à Stepanakert, la capitale du Haut-Karabakh.
La « Communauté pour la démocratie et les droits des peuples » a été établie le 14 juin 2006 à Soukhoumi en république séparatiste d'Abkhazie (province de Géorgie) par les chefs des États partiellement reconnus :
- Abkhazie, représentée par Sergueï Bagapch ;
- Ossétie du Sud-Alanie, représentée par Edouard Kokoïty ;
- Transnistrie, représentée par Igor Smirnov ;
- Haut-Karabagh, partie de l'accord de 2001, le quitte en 2004 et redevient membre en 2007 mais cesse d'exister en 2023.

Le Tatarstan, la Tchétchénie et tous les autres états ayant revendiqué leur indépendance à la fédération de Russie en sont exclus, la Communauté n'incluant que les États de l'ex-URSS appartenant à d'autres républiques soviétiques que la Russie. 
Le 17 juin 2007, les quatre États de la Communauté pour la démocratie et les droits des peuples ont signé à Tiraspol (capitale de Transnistrie) la « Déclaration conjointe sur les principes de règlement pacifique et équitable des conflits » (guerres abkhazo-géorgienne, osséto-géorgienne, arméno-azérie et moldo-pridnietrienne). Cette déclaration appelle à bloquer tous les types de pression, tels que les déploiements de militaires, l'isolement diplomatique, les blocus économiques ou encore la guerre de l'information au cours de négociations en vue de la résolution des conflits, autrement dit à sortir des pratiques courantes concernant ces conflits. Il appelle également à des « garanties externes » et à des « règlements politiques » de ces conflits.
Le 27 septembre 2009, les membres de la « Communauté pour la démocratie et les droits des peuples » ont décidé de supprimer les régimes de visas pour leurs citoyens respectifs. L'accord entrera en vigueur un mois après sa ratification par les trois parlements. Il durera cinq ans, après quoi il sera automatiquement prolongé pour une autre période de cinq ans. Cet accord exclut le Haut-Karabakh, qui se réservait le droit d'adhérer à cet accord à une date ultérieure.

## Source
- (en) Cet article est partiellement ou en totalité issu de l’article de Wikipédia en anglais intitulé « Community for Democracy and Rights of Nations » (voir la liste des auteurs).